# Комерсинью
Комерсинью (порт. Comercinho) — муниципалитет в Бразилии, входит в штат Минас-Жерайс. Составная часть мезорегиона Жекитиньонья. Входит в экономико-статистический микрорегион Педра-Азул. Население составляет 10 117 человек на 2006 год. Занимает площадь 656,563 км².
Праздник города — 1 января.

## История
Город основан 27 марта 1945 года. 

## Статистика
- Валовой внутренний продукт на 2003 год составляет 23 844 368,00 реалов (данные: Бразильский институт географии и статистики).
- Валовой внутренний продукт на душу населения на 2003 год составляет 2339,98 реалов (данные: Бразильский институт географии и статистики).
- Индекс развития человеческого потенциала на 2000 год составляет 0,603 (данные: Программа развития ООН).

## География
Климат местности: тропический.